# زكي كوهن
زكي كوهن، ولد في 1829 في حلب (الدولة العثمانية)، كان حاخامًا رئيسيًا للطائفة اليهودية في بيروت، لبنان. في سنة 1875 أسس أول مدرسة يهودية في بيروت وشغل منصب مدير المدرسة. ، وأخذت المدرسة اسمه من بعده. استمر في العمل حتى 1899، عندما كان محل المدرسة «كلية جامعة التحالف لبني إسرائيل». توفي زكي كوهن في الإسكندرية في سنة 1904.